# Kerman Tour
Il Kerman Tour (it. Giro del Kerman) era una corsa a tappe maschile di ciclismo su strada disputata annualmente nella provincia di Kerman, in Iran. Creato nel 2005, fu subito inserito nel calendario del circuito continentale UCI Asia Tour come gara di classe 2.2. Dopo il 2011 non si è più svolto.

## Albo d'oro
Aggiornato all'edizione 2011.
| Anno | Vincitore          | Secondo            | Terzo             |
| ---- | ------------------ | ------------------ | ----------------- |
| 2005 | Hossein Askari     | Sergej Tretjakov   | Bachtijar Mamyrov |
| 2006 | Ghader Mizbani     | Hossein Askari     | Ahad Kazemi Sarai |
| 2007 | Pavel Nevdač       | Ghader Mizbani     | Eugen Wacker      |
| 2008 | Ghader Mizbani     | Abbas Saeidi Tanha | Hamid Shiri       |
| 2009 | non disputato      | non disputato      | non disputato     |
| 2010 | Abbas Saeidi Tanha | Hamid Janati       | Amir Zargari      |
| 2011 | Mahdi Sohrabi      | Samad Poor Seiedi  | Rasoul Barati     |